# Heinrich Courth
Franz Heinrich Courth (* 12. Februar 1829 in Düsseldorf; † 12. Februar 1907 ebenda) war ein deutscher Rechtsanwalt und Politiker.

## Leben
Courth war der Sohn des Advokat-Anwalts und Justizrates Andreas Curt (getauft 19. August 1779 in Vettweis; † 17. März 1867 in Düsseldorf) und dessen Ehefrau Marie Catherine Ludmille geborene Pael (getauft 3. September 1803 in Kornelimünster; † 20. Oktober 1834 in Düsseldorf). Er war katholisch und heiratete am 10. August 1859 Bertha Mary Jakobine Conix (Konnix) (* 6. Januar 1838 in Düsseldorf; † 4. Juli 1872 ebenda). Sein älterer Bruder war der spätere Jurist und Abgeordnete August Courth.
Courth studierte Rechtswissenschaften und lebte als Advokat-Anwalt in Düsseldorf. Dort war er auch Stadtverordneter. Von 1875 bis 1888 war er Abgeordneter im Provinziallandtag der Rheinprovinz für den Stand der Städte und die Stadt Düsseldorf. Auch nach der Wahlrechtsreform 1888 blieb er Abgeordneter (nun gewählt von der Stadtverordnetenversammlung), bis er 1899 aus dem Parlament ausschied.
1883 wurde er zum Justizrat, spätestens 1900 zum Geheimen Justizrat ernannt. 1900 erhielt er den Roten Adlerorden 3. Klasse mit Schleife und der Zahl 50.